# Sid Sackson
Sid Sackson (Chicago, 4 de febrer de 1920 - 6 de novembre de 2002) fou un autor i col·leccionista estatunidenc de jocs de taula, especialment conegut pel joc empresarial Acquire.

## Biografia
La seva creació més popular és el joc de negocis Acquire, publicat el 1964 per l'editora estatunidenca 3M (en paraules de l'expert en jocs Oriol Comas i Coma, es tracta de «la millor creació del millor dissenyador»). Altres jocs que va crear són Focus (1963, també conegut com a Domination), que va guanyar el prestigiós premi alemany de Spiel des Jahres el 1981, Bazaar (1967) i Can't Stop (1980).
Sackson també va publicar llibres sobre la història i el món dels jocs, especialment A Gamut of Games i Card Games Around the World; aquests dos títols inclouen una gran diversitat de regles per a jocs nous com antics, i el mateix Sackson va inventar diversos jocs per a aquestes obres.
Sackson va recollir i catalogar jocs al llarg de tota la seva vida; en el moment de la seva mort, la seva col·lecció es calculava en més de 18.000 títols. Molts d'aquests eren únics, enviats per creadors i desenvolupadors de jocs que volien els consells de Sackson. En un moment de la seva vida, Sackson va rebutjar una oferta per portar la seva col·lecció en un altre lloc per a una custòdia permanent; els jocs van ser venuts en una sèrie de subhastes després de la seva mort, i la col·lecció es va dispersar. Els papers personals de Sackson es troben a The Strong de Rochester, Nova York.

## Honors i premis
Sackson va ser inclòs al Academy of Adventure Gaming Arts & Design's Hall of Fame, juntament amb Acquire, el 2011.